# 2351 О'Хіггінс
2351 О'Хіггінс (2351 O'Higgins) — астероїд головного поясу, відкритий 3 листопада 1964 року.
Тіссеранів параметр щодо Юпітера — 3,424.